# Michoacaanse Universiteit van San Nicolás de Hidalgo
Michoacaanse Universiteit van San Nicolás de Hidalgo (Spaans: Universidad Michoacana de San Nicolás de Hidalgo) is een universiteit in de Mexicaanse stad Morelia.
De UMSNH is opgericht in 1540 door bisschop Vasco de Quiroga, waarmee het de oudste universiteit van het Amerikaanse vasteland is. De universiteit was gedurende de koloniale periode een van de meest vooraanstaande universiteiten van het Spaanse imperium, en is vandaag de dag nog steeds een van Mexico's presitigieuzere universiteiten.
Bekende alumni zijn Salvador Vega Casillas, Miguel Bernal Jiménez, Antonio Martínez Baez, Rafael Aguilar Talamantes, Leonel Godoy, Ignacio Chávez, Jesús Romero Flores, Cayetano Andrade López en de onafhankelijkheidsstrijders Miguel Hidalgo, José Sixto Verduzco en José María Morelos.